# Езре
Езре (фр. Aiserey) насеље је и општина у источном делу централне Француске у региону Бургундија-Франш-Конте, у департману Златна обала која припада префектури Дижон.
По подацима из 2011. године у општини је живело 1347 становника, а густина насељености је износила 128,29 становника/km². Општина се простире на површини од 10,5 km². Налази се на средњој надморској висини од 196 метара (максималној 199 m, а минималној 187 m).

## Демографија
| 1962. | 1968. | 1975. | 1982. | 1990. | 1999. | 2011. |
| ----- | ----- | ----- | ----- | ----- | ----- | ----- |
| 617   | 631   | 672   | 863   | 1.111 | 1.138 | 1.347 |

График промене броја становника у току последњих година